# Para-Leichtathletik-Europameisterschaften 2005
Die 2. Para-Leichtathletik-Europameisterschaften (englisch IPC Athletics European Championships) fanden vom 22. bis 27. August 2005 im Stadion des Stadtteils Leppävaara der finnischen Stadt Espoo statt. Es waren offene Meisterschaften und auch Sportlerinnen und Sportler aus außereuropäischen Nationen nahmen teil.
Der Veranstaltung wohnten der Präsident des Internationalen Paralympischen Komitees (IPC) Sir Philip Craven und die finnische Staatspräsidentin Tarja Halonen bei. Aus organisatorischer Sicht war die Veranstaltung eine Pioniertat durch die Zusammenarbeit von IPC Athletics, dem Leichtathletik-Verband Finnland, dem finnischen paralympischen Komitee Suomen Paralympiakomitea, dem Organisationskomitee der in Helsinki ausgetragenen Leichtathletik-Weltmeisterschaften 2005, den lokalen Leichtathletikverbänden und der Stadt Espoo.
Es wurden 12 Welt- und 20 Europarekorde aufgestellt.

## Teilnehmende Nationen
715 Athletinnen und Athleten aus 47 europäischen und außereuropäischen Nationen nahmen teil.

### Europäische Teilnehmerländer
| - Aserbaidschan - Belgien - Bulgarien - Dänemark - Deutschland - Estland - Finnland - Frankreich - Griechenland | - Großbritannien - Irland - Island - Italien - Kroatien - Lettland - Litauen - Mazedonien - Moldaurepublik | - Niederlande - Norwegen - Österreich - Polen - Portugal - Russland - Schweden - Schweiz - Serbien und Montenegro | - Slowakei - Slowenien - Spanien - Tschechien - Türkei - Ungarn - Belarus - Ukraine - Zypern |

### Außereuropäische Teilnehmerländer
| - Australien - Brasilien - Volksrepublik China | - Iran - Japan - Jordanien | - Kanada - Saudi-Arabien - USA | - Venezuela - Vereinigte Arabische Emirate |